# ダニー・グレンジャー
ダニー・グレンジャー・ジュニア（Danny Granger,Jr. , 1983年4月20日 - ）はアメリカ合衆国ルイジアナ州ニューオーリンズ出身の元バスケットボール選手。NBAのインディアナ・ペイサーズなどに所属していた。ポジションはスモールフォワード。203cm、103kg。

## 経歴

### 学生時代
大学はブラッドリー大学で2001年から2シーズンを過ごし、2003-04シーズンからはニューメキシコ大学でプレイした。04-05シーズンには18.8得点8.9リバウンド、スリーポイントシュート成功率43.4%を記録し、シーズン通算60アシスト60ブロック60スティールを達成した同校初の選手となった。優勝を果たしたマウンテン・ウェスト・カンファレンストーナメントでは同トーナメントMVPを獲得した。

#### カレッジ個人成績
| シーズン | チーム             | GP | GS | MPG  | FG%  | 3P%  | FT%  | RPG | APG | SPG | BPG | PPG  |
| -------- | ------------------ | -- | -- | ---- | ---- | ---- | ---- | --- | --- | --- | --- | ---- |
| 2001–02  | ブラッドレー大学   | 21 | 17 | 24.6 | .446 | .176 | .790 | 7.1 | .7  | 1.3 | 2.4 | 11.1 |
| 2002–03  | ブラッドレー大学   | 14 | 13 | 27.1 | .518 | .300 | .684 | 7.9 | 1.1 | 1.4 | 1.4 | 19.2 |
| 2003–04  | ニューメキシコ大学 | 22 | 22 | 32.0 | .491 | .333 | .760 | 9.0 | 2.1 | 1.3 | 1.4 | 19.5 |
| 2004–05  | ニューメキシコ大学 | 30 | 30 | 30.0 | .524 | .433 | .755 | 8.9 | 2.4 | 2.1 | 2.0 | 18.8 |
| Career   | Career             | 95 | 82 | 28.4 | .496 | .366 | .752 | 8.2 | 1.6 | 1.6 | 1.9 | 16.7 |

### NBA時代
2005年のNBAドラフトにてインディアナ・ペイサーズから1巡目17位指名を受けてNBA入りを果たす。ルーキーイヤーとなった05-06シーズンはベンチスタートとなったが、7.5得点4.9リバウンドのアベレージでオールルーキーセカンドチームに選ばれた。翌06-07シーズンにはスモールフォワードとして先発に定着。一時先発から外れるものの、1月にはゴールデンステート・ウォリアーズとの間で8選手が絡む大型トレードが行われ、フォワードのアル・ハリントンが移籍したことにより再び先発に返り咲いた。
翌07-08シーズン、世間を最初に驚かせたのは前評判の低かったペイサーズの開幕3連勝とグレンジャーの活躍だった。3連勝中チームを牽引する働きを見せたグレンジャーはシーズン最初の週間MVPを獲得した。その後ペイサーズは一気に負けが込み、結局プレーオフ進出はならなかったが、グレンジャーは好調を維持し続け、19.6得点6.1リバウンド、スリーポイントシュートは40.4%と大きく成績を伸ばし、故障者が続出し苦境に立たされていたチームを支え続けた。オフには5年9,930,500ドルの大型契約を結び、さらにペイサーズはジャーメイン・オニールを放出するなどし、グレンジャーは事実上ペイサーズのエースとなった。2008-09シーズンのグレンジャーの成長は目覚しく、1月11日のゴールデンステート・ウォリアーズ戦ではキャリアハイの42得点をあげ、オールスターにも初選出される。個人成績を25.8得点5.1リバウンドまで伸ばし、MIP賞に選出された。
しかし、2012-13シーズン辺りから、左膝の怪我や、ポール・ジョージやランス・スティーブンソンなどの台頭により、出番が少なくなっていった。
2014年2月20日、2015年ドラフト2巡目指名権とともに、エバン・ターナーおよびラボイ・アレンとのトレードでフィラデルフィア・セブンティシクサーズに放出され、その後1試合もプレーせずに2月26日に解雇され、2月28日にロサンゼルス・クリッパーズと契約した。
2014年7月、マイアミ・ヒートに移籍したが、2015年2月19日の複数チームが絡んだ大型トレードで、フェニックス・サンズに放出され、更に「個人的な事情」でサンズには合流せず、サンズでは不出場に終わった。6月17日、1年217万ドルのオプションを行使し契約した。
2015年7月9日、 レジー・ブロックとマーカス・モリスと共に2020年のドラフト2巡目指名権との交換でデトロイト・ピストンズに放出され、シーズン開幕前に解雇。現在は事実上の引退状態となっている。

## プレイスタイル
SFとしては長身ながら機動力に優れ、アウトサイドからのシュートも得意としている。優れたディフェンダーでもあり、リバウンドでも強さを発揮するなど、総合的な能力は高い。

## 人物
- 弟のスコッティ・グレンジャー (Scotty Granger)は歌手で、スコッティ・グランド『Scotty Grand』あるいはスコッティ・G『Scotty G』の歌手名で活動している。

## 脚註
1. ↑  “Danny-Granger”.   draftexpress.com (2005年). 2017年10月26日閲覧。
2. ↑  Granger scores 42, Pacers still fall to Warriors
3. ↑  All-Star Reserves Announced - Basketball News & NBA Rumors
4. ↑  Danny Granger out for season
5. ↑  Season over for Granger; Pacers star to have another surgery
6. ↑  Sixers Trade Evan Turner and Lavoy Allen to Indiana for Danny Granger and Future Second-round Pick
7. ↑  Sixers buy out Danny Granger
8. ↑  Granger, Sixers reach buyout agreement
9. ↑  CLIPPERS SIGN FORMER ALL-STAR DANNY GRANGER
10. ↑  Magic hold off Heat at end, 102-101
11. ↑  D・グレンジャーとJ・マクロバーツがヒートとの契約に合意
12. ↑  Danny Granger feels health progress, considers future with Phoenix Suns
13. ↑  Suns Forward Danny Granger Exercises Player Option
14. ↑  “Detroit Pistons Acquire Marcus Morris, Reggie Bullock And Danny Granger From Phoenix”.   NBA.com (2015年7月9日). 2015年7月9日閲覧。
15. ↑  “Danny Granger Waived By Pistons”.   RealGM (2015年10月26日). 2015年10月27日閲覧。